# 洛本卓白族乡
洛本卓白族乡是中华人民共和国云南省怒江傈僳族自治州泸水市下辖的一个民族乡。

## 行政区划
洛本卓白族乡下辖以下村级行政区划单位：
巴尼小镇社区、托拖村、保登村、俄嘎村、子竹村、刮然村、色德村、金满村、格甲村。